# Корнила Чеглоков
Корнил (Корнилий) Никитич Чоглоков — воевода с 1609 по 1612 год в войске князей Трубецкого и Пожарского, один из второстепенных деятелей Смутного времени. В 1609 году был воеводой над иностранными войсками, с которыми прибыл в Заречье. Вместе с Чулковым выгнал Кернозицкого из Старой Руссы, разбил его при селе Каменках в Торопецком уезде, очистил Торопец, Торжок, Порхов и Орешек от засевших там воровских шаек. Принадлежал к партии, желавшей видеть на русском престоле королевича Владислава. Из-за этого нижегородцы, получив от патриарха грамоту, призывавшую к восстанию, посадили его в тюрьму вместе с другим «Владиславовым воеводой» — Салтыковым. В 1612 году был послан князем Д. Т. Трубецким к князю Д. М. Пожарскому с просьбой о скорейшем приходе к Москве.